# Ваальс, Ян ван дер
Ян ван дер Ваалс (нидерл. Jan (Johannes Diderik) van der Waals; 1947—2009) — историк искусства, знаток, коллекционер, куратор, крупнейший эксперт в области истории и бытования западноевропейской гравюры XVI—XVIII веков.

## Научная биография
Родился в 1947 г в Амстердаме.
Дед по матери- известный немецкий коллекционер Франц Кёнигс . Прадед - граф Леопольд фон Калькрёйт,  художник. Дед по отцу - учёный , лауреат Нобелевской премии Й. Д. Ван дер Ваальс.
Окончил (Университет Амстердама). Сосредоточившись в университетские годы) на искусстве итальянского Ренессанса защитил диплом у профессора Р. Схеллера по североитальянским альбомам XVI века, 1978.
После окончания университета переключил своё внимание, как исследователя, на историю коллекционирования и бытовые аспекты потребления гравюры в Голландии конца XVI — первой половины XVII века. Обладая чрезвычайно изысканным индивидуальным вкусом к необычным и малоизвестным гравюрам, он, парадоксальным образом, практически не занимался ими как произведениями искусства, сконцентрировавшись на исторических аспектах «потребления» произведений печатной графики в самом широком смысле (включая как гравюры, так и географические карты, а также объекты, не входившие до него в сферу интересов историков искусства, как, например, оберточную бумагу для табака).
Многолетние занятия в голландских архивах и музейных коллекциях Западной Европы позволили ему стать видным экспертом в области социальной истории голландского искусства «Золотого века», хотя сам он никогда не употреблял терминов, подобных «social history of art».
Областью его интересов было в некотором роде, желание восстановить вещный мир его соотечественников максимально подробным и зримым образом, не концентрируясь на «высоком» искусстве, на шедеврах, а пытаясь реконструировать изобразительную среду, окружавшую голландцев «Золотого века». Для этого он одновременно двигался двумя разными путями — архивные поиски, позволявшие установить состав частных собраний того времени, и розыскания в музейных и частных коллекциях, приносившие порой поражавшие даже знатоков результаты (сюда же можно отнести и его собственную коллекционерскую деятельность). Методичность и тщательность поисков привели к составлению огромной рукописной картотеки, посвященной издателям, типографам, граверам, коллекционерам конца XVI — XVII века (после смерти ван дер Валса передана в Рейкспрентенкабинет, Амстердам, в котором он работал в качестве волонтера, никогда не занимая никакой формальной должности).
Опубликованной оказалась лишь небольшая часть накопленной за годы исследований информации, и главными публикациями ван дер Валса стали три каталога временных выставок, две из которых посвящены конкретным графическим коллекциям, созданным в Голландии XVII века, а третья, последняя, реконструировала мир изобразительности голландского городского общества «Золотого века» во всех его деталях.

## Избранные публикации
- Jan van der Waals. The print collection of Samuel Pepys // Print Quaretrly. 1984.Vol. 1. P.236—257.
- Jan Piet Filedt Kok, Erik Hinterding and Jan van der Waals. Jan Harmensz. Muller as Printmaker — II // Print Quaretrly. 1994. Vol. XI. No. 4.
- Jan van der Waals. Review: Anthony Griffiths. Landmarks in Print Collecting // Print Quaretrly. 1997. Vol. XIV. No. 4. P. 432—436.
- Jan van der Waals. Met boek en plaat. Het boeken- en atlassenbezit van verzamelaars / E. Bergvelt en R. Kistemaker (red.) // De Wereld binnen handbereik: Nederlandse kunst- en rariteitenverzamelingen, 1585—1735. Zwolle, 1992. P. 205—231, 305—307.